# NGC 4939
NGC 4939 è una galassia a spirale situata nella costellazione della Vergine. Si trova a una distanza di circa 120 milioni di anni luce dalla Terra, il che, date le sue dimensioni apparenti, significa che ha un diametro massimo di circa 190.000 anni luce. Fu scoperta da William Herschel il 25 marzo 1786.
NGC 4939 è stata catalogata come una galassia di Seyfert, una categoria di galassie che presenta nuclei puntiformi luminosi. In particolare è una galassia di Seyfert di tipo II. Il suo spettro nei raggi X è coerente con una sorgente di riflessione fredda con una densità ottica di Compton molto alta, il che significa che la sorgente è nascosta dietro materiale molto denso, principalmente gas e polveri, e quindi i raggi X osservati sono stati riflessi, sebbene non possa essere escluso un modello di trasmissione di densità ottica di Compton "sottile". La larghezza equivalente della linea Fe-Kα è ampia e avvalora la prima ipotesi. Ulteriori osservazioni del telescopio Swift ne hanno fornito un'ulteriore conferma.
La sorgente dinamica nei nuclei galattici attivi è un buco nero supermassiccio (SMBH) che si trova al centro della galassia. L'SMBH al centro di NGC 4939 sta accumulando materiale con una velocità di 0,077 M☉ all'anno. Il buco nero è stato rilevato da INTEGRAL nello spettro dei raggi X duri, che non vengono assorbiti dallo spesso oscuratore Compton.
La galassia ha un grande rigonfiamento ellittico e forse una barra debole. È una galassia a spirale di aspetto "maestoso", con due bracci strettamente avvolti che emanano dal rigonfiamento. I bracci sono sottili, lisci e ben definiti e possono essere tracciati per quasi un giro e mezzo prima di diventare indistinguibili. Nella parte centrale della galassia si osservano due sezioni di bracci, o archi, simmetrici. La galassia è vista con un'inclinazione di 56 gradi. La velocità di rotazione è stata calcolata in circa 270 km/s.
Nella galassia NGC 4939 sono state osservate nel tempo cinque supernove: SN 1968X (mag. 16), SN 1973J (mag. 16), SN 2008aw (Tipo II, mag. 15,9), SN 2014B (Tipo IIP, mag. 17.0), e SN 2020nif (Tipo II, mag. 16.1).
NGC 4939 appartiene a un piccolo gruppo di galassie noto come gruppo di NGC 4933, dal nome della galassia multipla NGC 4933. Detto gruppo si trova tra il Superammasso Locale e il Superammasso dell'Idra-Centauro.